# 푼촐링
푼촐링(종카어: ཕུན་ཚོགས་གླིང་, Phuntsholing)은 부탄 남서부에 위치한 도시로, 추카 현에서 가장 큰 도시이며 인구는 20,537명(2005년 기준)이다. 인도와 국경을 접하는 지점에 위치한다.

## 지리

### 기후
푼촐링은 온대 하우 기후(쾨펜의 기후 구분 Cfa)를 띠며 남아시아 몬순의 영향을 강하게 받는 후텁지근한 아열대성 기후를 가지고 있다. 연평균 강수량은 4,383밀리미터(172.6인치)이다. 여름은 길고 덥고 비가 많이 오는 반면 겨울은 짧고 매우 온화하며 건조하다. 1997년 8월 27일에 부탄에서 섭씨 40도의 사상 최고 기온을 기록했다.
| Phuntsholing의 기후      | Phuntsholing의 기후 | Phuntsholing의 기후 | Phuntsholing의 기후 | Phuntsholing의 기후 | Phuntsholing의 기후 | Phuntsholing의 기후 | Phuntsholing의 기후 | Phuntsholing의 기후 | Phuntsholing의 기후 | Phuntsholing의 기후 | Phuntsholing의 기후 | Phuntsholing의 기후 | Phuntsholing의 기후 |
| 월                       | 1월                 | 2월                 | 3월                 | 4월                 | 5월                 | 6월                 | 7월                 | 8월                 | 9월                 | 10월                | 11월                | 12월                | 연간                |
| ------------------------ | ------------------- | ------------------- | ------------------- | ------------------- | ------------------- | ------------------- | ------------------- | ------------------- | ------------------- | ------------------- | ------------------- | ------------------- | ------------------- |
| 일평균 최고 기온 °C (°F) | 22.2 (72.0)         | 24.4 (75.9)         | 28.2 (82.8)         | 30.1 (86.2)         | 30.0 (86.0)         | 30.0 (86.0)         | 30.2 (86.4)         | 30.4 (86.7)         | 30.3 (86.5)         | 29.3 (84.7)         | 26.5 (79.7)         | 23.7 (74.7)         | 27.9 (82.3)         |
| 일일 평균 기온 °C (°F)   | 16.0 (60.8)         | 18.2 (64.8)         | 21.9 (71.4)         | 24.6 (76.3)         | 25.8 (78.4)         | 26.7 (80.1)         | 27.2 (81.0)         | 27.4 (81.3)         | 27.0 (80.6)         | 24.9 (76.8)         | 20.8 (69.4)         | 17.6 (63.7)         | 23.2 (73.7)         |
| 일평균 최저 기온 °C (°F) | 9.9 (49.8)          | 12.0 (53.6)         | 15.7 (60.3)         | 19.2 (66.6)         | 21.7 (71.1)         | 23.4 (74.1)         | 24.2 (75.6)         | 24.4 (75.9)         | 23.7 (74.7)         | 20.6 (69.1)         | 15.1 (59.2)         | 11.6 (52.9)         | 18.5 (65.2)         |
| 평균 강수량 mm (인치)    | 14 (0.6)            | 18 (0.7)            | 62 (2.4)            | 158 (6.2)           | 476 (18.7)          | 897 (35.3)          | 1,154 (45.4)        | 828 (32.6)          | 576 (22.7)          | 176 (6.9)           | 16 (0.6)            | 8 (0.3)             | 4,383 (172.4)       |
| 출처: Climate Data       |                     |                     |                     |                     |                     |                     |                     |                     |                     |                     |                     |                     |                     |

## 교통
푼촐링에는 공항도 철도도 존재하지 않지만 인도 철도는 국경 근처에 역을 갖고 있으며 20km 남쪽에 있는 북벵골의 하시마라 역에서 푼초린까지 철도를 끌 계획이 존재한다. 가장 가까운 인도의 대도시는 실리구리이며 실리구리의 뉴잘퍼이글리역과 New Alipurduar역이 가장 가까운 거점역이 된다. 또한 북벵골의 몇몇 거리에서 버스가 연결되어 있다
시내 거의 어디서나 팀부로 가는 길을 볼 수 있고 밤에는 전조등을 쉽게 볼 수 있다. 푼촐링은 부탄 횡단도로의 기점이며, 이 간선도로는 557km 동쪽의 트라시강까지 부탄의 각 도시를 연결하고 있다.